# Shyheim
Shyheim, de son vrai nom Shyheim Dionel Franklin (né le 14 novembre 1979 à Staten Island, New York), est un rappeur et acteur américain. Il est le plus jeune membre affilié au Wu-Tang Clan. Franklin publie son premier album solo, AKA the Rugged Child, en février 1994, suivi par un deuxième intitulé The Lost Generation en mai 1996.  En tant qu'acteur, il participe notamment à des sitcoms comme The Parent 'Hood.

## Biographie
Shyheim Dionel Franklin est né le 14 novembre 1979 à Staten Island, dans la ville américaine de New York. Il est le plus jeune membre du Wu-Tang Clan et plusieurs de ses chansons sont produites par le rappeur RZA. Lyricalement, il impressionne nombre de ses amis, avec qui il passe d'ailleurs une grande partie de son temps, en particulier avec Ghostface Killah, qui est son cousin.
Le premier album solo de Shyheim, AKA the Rugged Child, est publié lorsqu'il a 14 ans, le 22 février 1994, et atteint la 52e place du Billboard 200. Il est suivi par un deuxième album, intitulé The Lost Generation, le 28 mai 1996 qui atteint la 63e place du Billboard 200. L'album contient le single This Iz Real classé 84e des Hot RnB/Hip-Hop Singles and Tracks, et 26e des Hot Rap Singles.
Il est incarcéré entre 2003 et 2005[pourquoi ?][réf. nécessaire]. En 2011, il annonce un nouvel album collaboratif aux côtés de Method Man qui le compare à Lil Wayne.
En janvier 2014, il se rend à la police et reconnaît avoir commis un homicide involontaire (accident de voiture) puis avoir pris la fuite. Le 21 août 2014, il est condamné à quatorze ans de prison après avoir plaidé coupable, auxquels s'ajoutent sept ans pour possession illégale d'armes à feu. En prison en septembre 2014, il explique : « Je suis entouré de frères. Je suis déjà venu ici avant mais c’est différent maintenant. C’est différent de quand tu viens faire une petite peine de prison par rapport à devoir faire une peine et tu es dans une prison de haute sécurité. Je me sens bien. J’ai parlé à beaucoup de frères qui n’ont pas la chance de revoir la rue à nouveau. Donc ça me rend meilleur. Je dois devenir meilleur pour moi même et pour eux ainsi que pour mes gosses ».

## Discographie
- 1994 : AKA the Rugged Child
- 1996 : The Lost Generation
- 1999 : Manchild
- 2004 : The Greatest Story Never Told
- 2009 : Disrespectfully Speaking

## Filmographie
- 1996–1997 : The Parent 'Hood (série TV) : Skye
- 1996 : The Preacher's Wife : Teen
- 1998 : Original Gangstas : Dink
- 1999 : Gangsta Cop : Che